# Pątnówek
Pątnówek – wieś w Polsce położona w województwie dolnośląskim, w powiecie legnickim, w gminie Miłkowice.

## Podział administracyjny
W latach 1975–1998 miejscowość administracyjnie należała do województwa legnickiego.

## Zabytki
Do wojewódzkiego rejestru zabytków wpisany jest:
- pałac, z końca XIX w., wydzielony ze znaczną częścią dawnego majdanu folwarcznego, użytkowany jest jako budynek mieszkalny[5]. Piętrowy z mieszkalnym poddaszem, wybudowany na planie prostokąta, kryty dachem naczółkowym.

inne zabytki:
- oficyna, użytkowana jako budynek mieszkalny[5]
- folwark, funkcjonuje jako park maszyn, budynki gospodarcze są użytkowane na cele produkcyjne; tylko jeden posiada cechy zabytkowe, inne nie istnieją lub są przebudowywane[5]